# Бехрам (Айваджык)
Бехрам (тур. Behram), также Бехрамкале (тур. Behramkale) — деревня в Турции, южнее Айваджыка, на берегу пролива Муселим Эгейского моря, напротив острова Лесбос, северо-западнее мыса Кадырга. Административно относится к району Айваджык в иле Чанаккале.
Деревня расположена на месте города Асс. В византийский период город назывался Махрам.